# Gdud ha-avoda

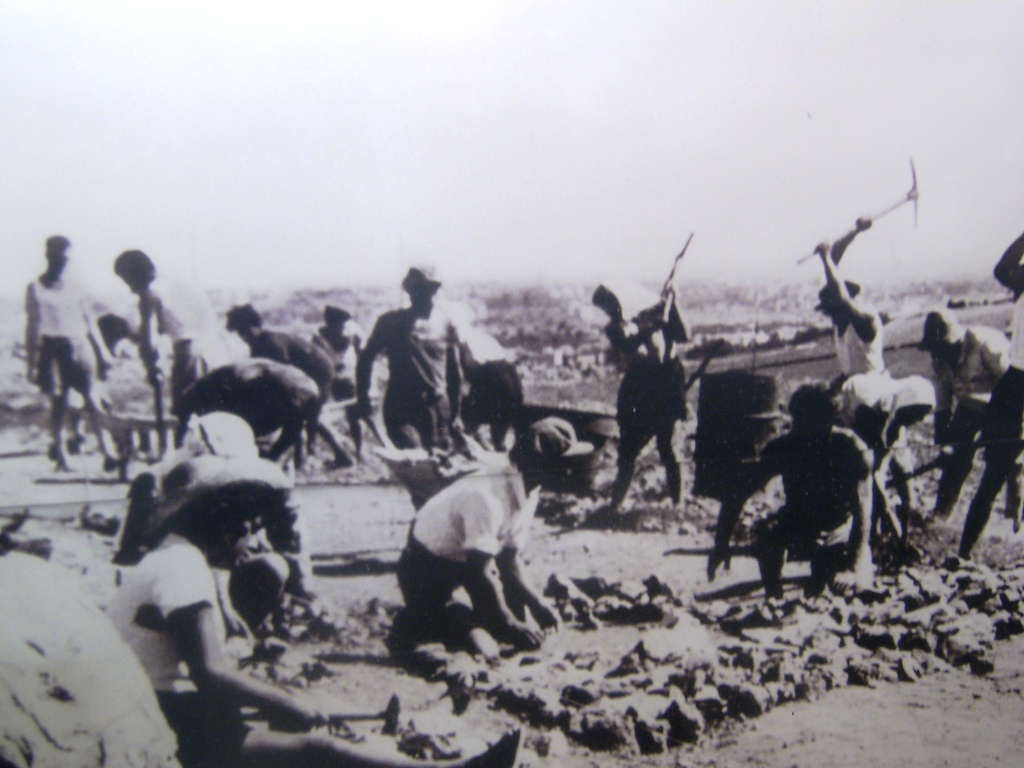
Gdud ha-avoda při stavbě silnice

Gdud ha-avoda (hebrejsky: גדוד העבודה, plným názvem Gdud ha-avoda ve-ha-hagana al šem Josef Trumpeldor, גדוד העבודה וההגנה על־שם יוסף טרומפלדור, doslova Pracovní a obranný prapor Josefa Trumpeldora, zkráceně Pracovní prapor) byla organizace Židů v mandátní Palestině ve 20. letech 20. století, která patří mezi proudy, které se podílely na vzniku koncepce kolektivních komunit - kibuců.
Vznikla na podzim 1920 jako skupina 80 židovských průkopníků, kteří do Palestiny dorazili v rámci třetí alije a kteří byli stoupenci sionistického aktivisty a vojáka Josefa Trumpeldora (zemřel roku 1920 při vojenském střetu s Araby). V zimě roku 1920 se členové praporu rozhodli společně budovat silnici mezi městem Tiberias a lokalitou Tabgha v Galileji a v obci Migdal si zřídili společné ubikace organizované podle modelu kolektivního, komunitního bydlení. V následujících letech se členská základna oddílů Gdud ha-avoda rozrůstala na 300 osob. Jednotlivé skupiny pracovaly na výstavbě silnic, železnic a melioraci zemědělské půdy, čímž připravovaly Palestinu na židovské osidlování. Zároveň se podílely na zakládání židovských vesnic jako Ejn Charod a Tel Josef, jiné se usadily v Jeruzalému, kde působily při stavebních pracích. Později se oddíly dále rozšiřovaly a byly volně podřízeny odborové centrále Histadrut.
Mezi předáky organizace patřili Menachem Elkind a Jehuda Almog, členy byli i mnozí významní představitelé židovské komunity v Palestině jako Jicchak Sade. Hnutí bylo levicově orientováno. V roce 1926 se objevil pokus je proměnit v politickou stranu se syndikalistickou a komunistickou orientací, ale důsledkem byl rozkol na levicovou a pravicovou frakci. Levé křídlo vedené Elkindem, pak odešlo do SSSR, kde založili kolektivní osadu Via Nova na Krymu (rozpuštěna v letech 1931–1932). Zbylé členstvo Gdud ha-Avoda (soustředěné do tří kolektivů v kibucech Tel Josef, Kfar Gil'adi a Ramat Rachel) se mezitím v roce 1929 připojilo k hnutí ha-Kibuc ha-me'uchad. Celkem prošlo pracovními oddíly Gdud ha-avoda přes 2000 sionistických průkopníků. Hnutí vydávalo list me-Chajenu a provozovalo dramatický kroužek Masad.